# 小营巷

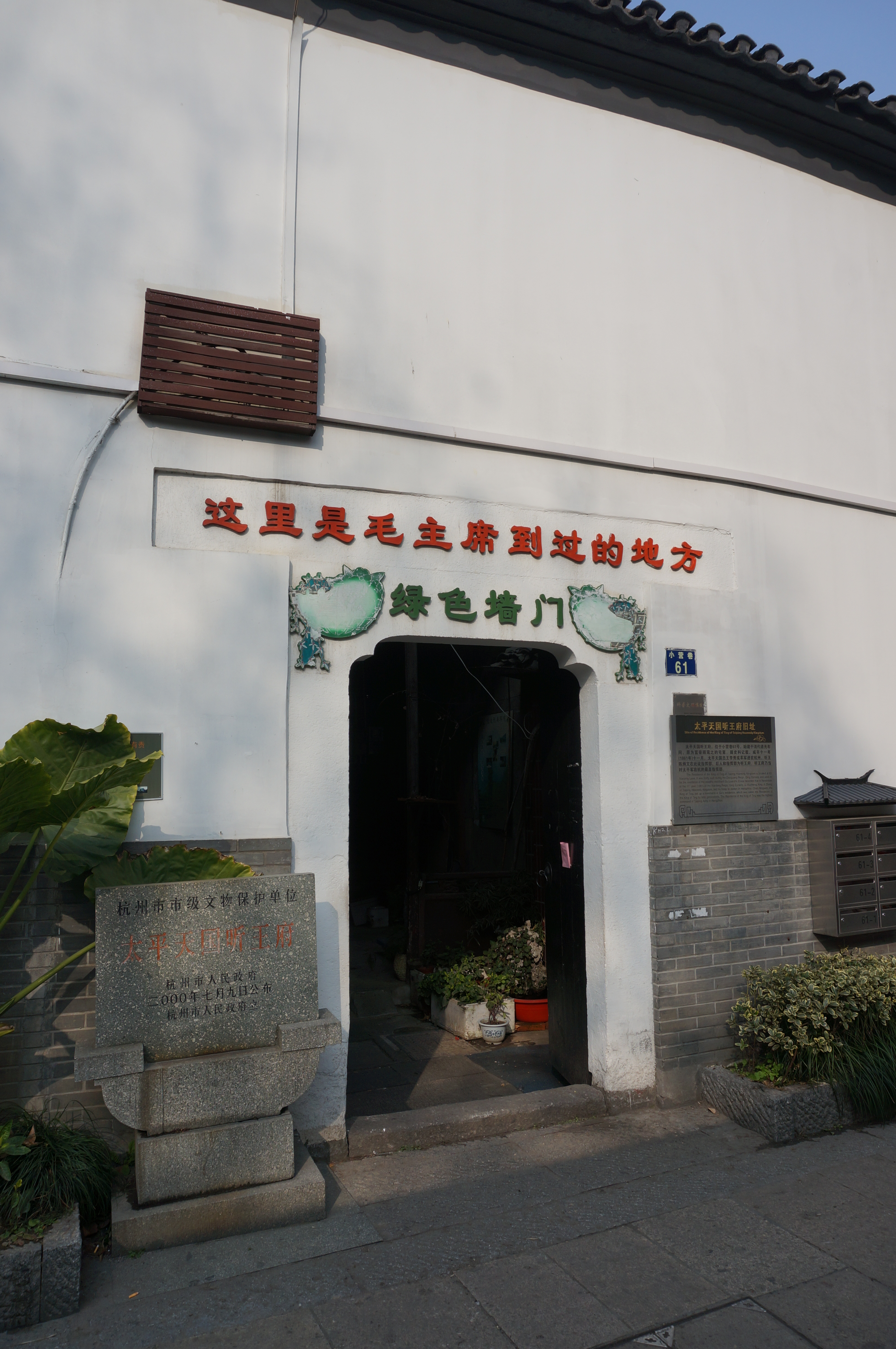
太平天国听王府暨毛主席视察小营巷纪念馆

小营巷位于杭州市上城区，是杭州的一个历史街区，曾于1966年改名为一五巷，1981年复名。东起直大方伯与万安桥西弄相对，西至马市街。全长218米，路宽2.4米:42。街区因南宋建都期间，禁卫军在此安营扎寨而得名:57。小营巷原为弹石路，1963年建成煤屑水泥路，1995年建成沥青拌和料路:42。
小营巷61号为杭州市市级文物保护单位太平天国听王府。1958年，毛泽东曾来此视察卫生情况。2010年，杭州开始垃圾分类，小营巷社区进行了“垃圾不落地”试点。